# WTA-toernooi van Hamburg
Het WTA-toernooi van Hamburg is een jaarlijks terugkerend tennistoernooi voor vrouwen dat plaatsvindt in de Duitse stad Hamburg. De ondergrond is gravel. Het toernooi werd voor het eerst georganiseerd in 1982 en 1983 in Hittfeld, nabij Hamburg. Van 1987 tot en met 2002 werd het toernooi georganiseerd op het tenniscomplex Am Rothenbaum. Na achttien jaren van afwezigheid werd het toernooi in 2021 opnieuw gestart, onder de naam Hamburg European Open. 
Het toernooi staat onder auspiciën van de WTA en viel van 1990 tot en met 2002 in de categorie "Tier II". Vanaf 2021 valt het in de categorie WTA 250.
Er wordt door 32 deelneemsters per jaar gestreden om de titel in het enkelspel, en door 16 paren om de dubbelspeltitel. Aan het kwalificatietoernooi voor het enkelspel nemen 24 speelsters deel, met zes plaatsen in het hoofdtoernooi te vergeven.
Per 2024 degradeerde het toernooi naar categorie WTA 125 – het aantal kwalificatiespeelsters werd gereduceerd tot acht, en ook het aantal dubbelspelparen. Een jaar later werd dit weer ongedaan gemaakt: in 2025 werd de situatie van 2023 hersteld.

## Geschiedenis
In 1982 en 1983 werd het toernooi gespeeld in Hittfeld (ITF: Hittfield) nabij Hamburg. Van 1987 tot en met 2002 was Hamburg zelf de plaats van handeling, er werd gespeeld op het tenniscomplex Am Rothenbaum. De officiële naam van het toernooi was van 1999–2002 Betty Barclay Cup. Daarna werd de toernooilicentie verkocht aan het Amerikaanse WTA-toernooi van Philadelphia. 
Het toernooi keerde in 2021 terug op de WTA-kalender door de inspanningen van de familie Reichel (Sandra en Peter-Michael Reichel). Zij organiseerden met hun MatchMaker Sports GmbH al vanaf 2019 het  mannentoernooi in Hamburg. Het was hun grote doel om naast het mannentoernooi ook een vrouwentoernooi te organiseren in Hamburg. De familie Reichel wist dit doel in 2021 te bereiken door een WTA toernooilicentie over te nemen van het Letse WTA-toernooi van Jūrmala. Sandra en haar vader Peter-Michael Reichel hebben veel ervaring in het organiseren van tennistoernooien. Vanaf 1991 organiseren zij het WTA-toernooi van Linz, in hun thuisland Oostenrijk. In het verleden hebben zij ook het Oostenrijkse WTA-toernooi van Bad Gastein (2007-2015), het Spaanse WTA-toernooi van Barcelona (2012) en het Duitse WTA-toernooi van Nürnberg (2013-2019) georganiseerd. Sandra Reichel was in het verleden zelf professioneel tennisspeelster, weliswaar op bescheiden niveau: zij wist als hoogste ranglijstpositie 449 in het enkelspel en 232 in het dubbelspel te behalen.
Nadat het ATP-toernooi van Hamburg tot en met 1988 in een ander jaargetijde plaatsvond dan het vrouwentoernooi, speelden de mannen van 1989 tot en met 1999 de week na de vrouwen. In 2000 werd dit een week verschoven, en viel het mannentoernooi twee weken na dat van de vrouwen. In 2021 vond het vrouwentoernooi in de week voor het mannentoernooi plaats. In 2022 en 2023 werd het toernooi in dezelfde week gespeeld. Vanaf 2024 wordt het vrouwentoernooi weer in een separate week georganiseerd. De familie Reichel is namelijk de organisatierechten van het mannentoernooi kwijtgeraakt aan Tennium. Het is onuitvoerbaar dat twee verschillende organisatoren in dezelfde week een toernooi organiseren. 
De familie Reichel heeft plannen om de toernooistatus te verhogen naar WTA 500 niveau, om zo een sterker deelnemersveld te kunnen trekken. Vanaf 2024 mogen top 30 speelsters van de WTA-ranglijst niet meer deelnemen aan WTA 250 toernooien. Tot en met 2023 mocht er aan een WTA 250 toernooi slechts één top 10 speelster deelnemen (of het toernooi moest het het minimum prijzengeld met $ 250.000 verhogen, voor elke extra top 10 speelster die ze toelieten). Top 10 speelsters hadden echter ook de beperking van het mogen spelen van maximaal drie WTA 250 toernooien per jaar. In 2025 heeft de organisatie alleen een opwaardering van WTA 125 naar WTA 250 gerealiseerd.

## Officiële namen
| 1982       | Casino Cup                  |
| 1983       | Fila Europa Cup             |
| 1987–1995  | Citizen Cup                 |
| 1996–1997  | Rexona Cup                  |
| 1998       | Intersport Damen Grand Prix |
| 1999–2002  | Betty Barclay Cup           |
| 2021–2023  | Hamburg European Open       |
| 2024–heden | Hamburg Ladies Open         |

## Meervoudig winnaressen enkelspel
| speelster               | aantal titels | in de jaren      |
| ----------------------- | ------------- | ---------------- |
| Steffi Graf             | 6             | 1987–1992        |
| Arantxa Sánchez Vicario | 3             | 1993, 1994, 1996 |
| Martina Hingis          | 2             | 1998, 2000       |
| Venus Williams          | 2             | 1999, 2001       |

## Enkel- en dubbelspeltitel in één jaar
| speelster   | in het jaar |
| ----------- | ----------- |
| Anna Bondár | 2024        |

## Finales

### Enkelspel
| Datum      | Naam                  | Cat.          | ($)           | Ondergrond     | Winnares                | Verliezend finaliste    | Uitslag       |               |
| ---------- | --------------------- | ------------- | ------------- | -------------- | ----------------------- | ----------------------- | ------------- | ------------- |
| 1982-07-05 | Casino Cup            |               | 50.000        | gravel, buiten | Lisa Bonder             | Renáta Tomanová         | 6-3, 6-2      | details       |
| 1983-07-04 | Fila Europa Cup       |               | 100.000       | gravel, buiten | Andrea Temesvári        | Eva Pfaff               | 6-4, 6-2      | details       |
| 1984–1986  | geen toernooi         | geen toernooi | geen toernooi | geen toernooi  | geen toernooi           | geen toernooi           | geen toernooi | geen toernooi |
| 1987-09-21 | Citizen Cup           |               | 150.000       | gravel, buiten | Steffi Graf             | Isabel Cueto            | 6-2, 6-2      | details       |
| 1988-07-25 | Citizen Cup           | Tier IV       | 200.000       | gravel, buiten | Steffi Graf             | Katerina Maleeva        | 6-4, 6-2      | details       |
| 1989-05-01 | Citizen Cup           | Tier IV       | 200.000       | gravel, buiten | Steffi Graf             | Jana Novotná            | walk-over     | details       |
| 1990-04-30 | Citizen Cup           | Tier II       | 350.000       | gravel, buiten | Steffi Graf             | Arantxa Sánchez Vicario | 5-7, 6-0, 6-1 | details       |
| 1991-04-29 | Citizen Cup           | Tier II       | 350.000       | gravel, buiten | Steffi Graf             | Monica Seles            | 7-5, 6-7, 6-3 | details       |
| 1992-04-27 | Citizen Cup           | Tier II       | 350.000       | gravel, buiten | Steffi Graf             | Gabriela Sabatini       | 7-6, 6-2      | details       |
| 1993-04-26 | Citizen Cup           | Tier II       | 375.000       | gravel, buiten | Arantxa Sánchez Vicario | Steffi Graf             | 6-3, 6-3      | details       |
| 1994-04-25 | Citizen Cup           | Tier II       | 400.000       | gravel, buiten | Arantxa Sánchez Vicario | Steffi Graf             | 4-6, 7-6, 7-6 | details       |
| 1995-05-01 | Citizen Cup           | Tier II       | 430.000       | gravel, buiten | Conchita Martínez       | Martina Hingis          | 6-1, 6-0      | details       |
| 1996-04-29 | Rexona Cup            | Tier II       | 450.000       | gravel, buiten | Arantxa Sánchez Vicario | Conchita Martínez       | 4-6, 7-6, 6-0 | details       |
| 1997-04-28 | Rexona Cup            | Tier II       | 450.000       | gravel, buiten | Iva Majoli              | Ruxandra Dragomir       | 6-3, 6-2      | details       |
| 1998-04-27 | Intersport Damen GP   | Tier II       | 450.000       | gravel, buiten | Martina Hingis          | Jana Novotná            | 6-3, 7-5      | details       |
| 1999-04-27 | Betty Barclay Cup     | Tier II       | 520.000       | gravel, buiten | Venus Williams          | Mary Pierce             | 6-0, 6-3      | details       |
| 2000-05-02 | Betty Barclay Cup     | Tier II       | 535.000       | gravel, buiten | Martina Hingis          | Arantxa Sánchez Vicario | 6-3, 6-3      | details       |
| 2001-05-01 | Betty Barclay Cup     | Tier II       | 565.000       | gravel, buiten | Venus Williams          | Meghann Shaughnessy     | 6-3, 6-0      | details       |
| 2002-04-30 | Betty Barclay Cup     | Tier II       | 585.000       | gravel, buiten | Kim Clijsters           | Venus Williams          | 1-6, 6-3, 6-4 | details       |
| 2003–2020  | geen toernooi         | geen toernooi | geen toernooi | geen toernooi  | geen toernooi           | geen toernooi           | geen toernooi | geen toernooi |
| 2021-07-06 | Hamburg European Open | WTA 250       | 235.238       | gravel, buiten | Elena Gabriela Ruse     | Andrea Petković         | 7-6, 6-4      | details       |
| 2022-07-17 | Hamburg European Open | WTA 250       | 251.750       | gravel, buiten | Bernarda Pera           | Anett Kontaveit         | 6-2, 6-4      | details       |
| 2023-07-23 | Hamburg European Open | WTA 250       | 259.303       | gravel, buiten | Arantxa Rus             | Noma Noha Akugue        | 6-0, 7-6      | details       |
| 2024-08-04 | Ladies Hamburg Open   | WTA 125       | 115.000       | gravel, buiten | Anna Bondár             | Arantxa Rus             | 6-4, 6-2      | details       |
| 2025-07-14 | Hamburg Ladies Open   | WTA 250       | 275.094       | gravel, buiten | Loïs Boisson            | Anna Bondár             | 7-5, 6-3      | details       |

### Dubbelspel
| Datum      | Naam                  | Cat.          | ($)           | Ondergrond     | Winnaressen                            | Verliezend finalistes                      | Uitslag          |               |
| ---------- | --------------------- | ------------- | ------------- | -------------- | -------------------------------------- | ------------------------------------------ | ---------------- | ------------- |
| 1982-07-05 | Casino Cup            |               | 50.000        | gravel, buiten | Elisabeth Ekblom Lena Sandin           | Patricia Medrado Cláudia Monteiro          | 7-6, 6-3         | details       |
| 1983-07-04 | Fila Europa Cup       |               | 100.000       | gravel, buiten | Bettina Bunge Claudia Kohde-Kilsch     | Ivanna Madruga-Osses Catherine Tanvier     | 7-5, 6-4         | details       |
| 1984–1986  | geen toernooi         | geen toernooi | geen toernooi | geen toernooi  | geen toernooi                          | geen toernooi                              | geen toernooi    | geen toernooi |
| 1987-09-21 | Citizen Cup           |               | 150.000       | gravel, buiten | Claudia Kohde-Kilsch Jana Novotná      | Natalja Bykova Leila Meschi                | 7-6, 7-6         | details       |
| 1988-07-25 | Citizen Cup           | Tier IV       | 200.000       | gravel, buiten | Jana Novotná Tine Scheuer-Larsen       | Andrea Betzner Judith Wiesner              | 6-4, 6-2         | details       |
| 1989-05-01 | Citizen Cup           | Tier IV       | 200.000       | gravel, buiten | Isabelle Demongeot Nathalie Tauziat    | Jana Novotná Helena Suková                 | walk-over        | details       |
| 1990-04-30 | Citizen Cup           | Tier II       | 350.000       | gravel, buiten | Gigi Fernández Martina Navrátilová     | Larisa Savtsjenko Helena Suková            | 6-2, 6-3         | details       |
| 1991-04-29 | Citizen Cup           | Tier II       | 350.000       | gravel, buiten | Jana Novotná Larisa Savtsjenko         | Arantxa Sánchez Vicario Helena Suková      | 7-5, 6-1         | details       |
| 1992-04-27 | Citizen Cup           | Tier II       | 350.000       | gravel, buiten | Steffi Graf Rennae Stubbs              | Manon Bollegraf Arantxa Sánchez Vicario    | 4-6, 6-3, 6-4    | details       |
| 1993-04-26 | Citizen Cup           | Tier II       | 375.000       | gravel, buiten | Steffi Graf Rennae Stubbs              | Larisa Neiland Jana Novotná                | 6-4, 7-6         | details       |
| 1994-04-25 | Citizen Cup           | Tier II       | 400.000       | gravel, buiten | Jana Novotná Arantxa Sánchez Vicario   | Jevgenia Manjoekova Leila Meschi           | 6-3, 6-2         | details       |
| 1995-05-01 | Citizen Cup           | Tier II       | 430.000       | gravel, buiten | Gigi Fernández Martina Hingis          | Conchita Martínez Patricia Tarabini        | 6-2, 6-3         | details       |
| 1996-04-29 | Rexona Cup            | Tier II       | 450.000       | gravel, buiten | Arantxa Sánchez Vicario Brenda Schultz | Gigi Fernández Martina Hingis              | 4-6, 7-6, 6-4    | details       |
| 1997-04-28 | Rexona Cup            | Tier II       | 450.000       | gravel, buiten | Anke Huber Mary Pierce                 | Ruxandra Dragomir Iva Majoli               | 2-6, 7-6, 6-2    | details       |
| 1998-04-27 | Intersport Damen GP   | Tier II       | 450.000       | gravel, buiten | Barbara Schett Patty Schnyder          | Martina Hingis Jana Novotná                | 7-6, 3-6, 6-3    | details       |
| 1999-04-27 | Betty Barclay Cup     | Tier II       | 520.000       | gravel, buiten | Larisa Neiland Arantxa Sánchez Vicario | Amanda Coetzer Jana Novotná                | 6-2, 6-1         | details       |
| 2000-05-02 | Betty Barclay Cup     | Tier II       | 535.000       | gravel, buiten | Anna Koernikova Natallja Zverava       | Nicole Arendt Manon Bollegraf              | 6-7, 6-2, 6-4    | details       |
| 2001-05-01 | Betty Barclay Cup     | Tier II       | 565.000       | gravel, buiten | Cara Black Jelena Lichovtseva          | Květa Hrdličková Barbara Rittner           | 6-2, 4-6, 6-2    | details       |
| 2002-04-30 | Betty Barclay Cup     | Tier II       | 585.000       | gravel, buiten | Martina Hingis Barbara Schett          | Daniela Hantuchová Arantxa Sánchez Vicario | 6-1, 6-1         | details       |
| 2003–2020  | geen toernooi         | geen toernooi | geen toernooi | geen toernooi  | geen toernooi                          | geen toernooi                              | geen toernooi    | geen toernooi |
| 2021-07-06 | Hamburg European Open | WTA 250       | 235.238       | gravel, buiten | Jasmine Paolini Jil Teichmann          | Astra Sharma Rosalie van der Hoek          | 6-0, 6-4         | details       |
| 2022-07-17 | Hamburg European Open | WTA 250       | 251.750       | gravel, buiten | Sophie Chang Angela Kulikov            | Miyu Kato Aldila Sutjiadi                  | 6-3, 4-6, [10-6] | details       |
| 2023-07-23 | Hamburg European Open | WTA 250       | 259.303       | gravel, buiten | Anna Danilina Aleksandra Panova        | Miriam Kolodziejová Angela Kulikov         | 6-4, 6-2         | details       |
| 2024-08-04 | Ladies Hamburg Open   | WTA 125       | 115.000       | gravel, buiten | Anna Bondár Kimberley Zimmermann       | Arantxa Rus Nina Stojanović                | 5-7, 6-3, [11-9] | details       |
| 2025-07-14 | Hamburg Ladies Open   | WTA 250       | 275.094       | gravel, buiten | Nadija Kitsjenok Makoto Ninomiya       | Anna Bondár Arantxa Rus                    | 6-4, 3-6, [11-9] | details       |